# Polizeiruf 110: Heidemarie Göbel
Heidemarie Göbel ist ein deutscher Kriminalfilm von Hans Joachim Hildebrandt aus dem Jahr 1979. Der Fernsehfilm erschien als 59. Folge der Filmreihe Polizeiruf 110.

## Handlung
Heidemarie Göbel ist seit fünf Jahren mit dem Biologen Dr. Friedhelm Göbel verheiratet. Auf sein Drängen hin gab sie einst ihr Medizinstudium auf und wurde von dem egoistischen Friedhelm mit der Zeit immer mehr in die Rolle der ihm dienenden Ehefrau gedrängt. Als Friedhelm zur Kur nach Bad Elster fahren will, fordert er sie auf, seine Koffer zu packen und Heidemarie weigert sich. Sie fährt frühzeitig zu ihrer Arbeitsstätte, hat sie doch gegen seinen Willen eine Tätigkeit als Atelierassistentin beim Film angenommen, wo auch ihre Schwester Kerstin Bremer arbeitet. Friedhelm begibt sich kurz in sein Institut. In der Post findet er die Scheidungspapiere, die Heidemarie ihm über ihren Anwalt hat zustellen lassen. Friedhelm sucht sie am Set auf und eröffnet ihr, dass sie ihm alles zu verdanken habe und sie ihn all die Jahre nur ausgenommen habe. Sie werde ihn mit den Dingen verlassen, die sie bei sich hatte, als sie zu ihm gekommen sei. Heidemarie wiederum kündigt an, ihm all die Arbeit in Rechnung zu stellen, die sie in den vergangenen Jahren für ihn erledigen musste.
Friedhelm ist in finanziellen Schwierigkeiten, weil er hohe Summen in den Kauf von wertvollen Uhren für seine Sammlung investiert hat. Er will heimlich einen Teil des 200.000 Mark teuren Familienschmucks verkaufen, den er für den Zweck aus der Bank nach Hause geholt hat. In der Nacht, in der Friedhelm auf dem Weg zur Kur ist, wird Heidemarie zu Hause überfallen und mit Ether betäubt. Der Einbrecher spritzt ihr ein Barbiturat und stiehlt anschließend den Familienschmuck und mehrere Uhren im Wert von 10.000 Mark. Als der Täter an der Tür klingelte, telefonierte Heidemarie gerade mit ihrer Schwester, die die Tat übers Telefon mithörte. Sie verständigt die Polizei. Oberleutnant Jürgen Hübner nimmt die Ermittlungen auf. Die für die Betäubung benutzte Spritze stammt aus Friedhelms Institut. Es fehlt jedoch kein Betäubungsmittel und obwohl die Kollegen dem menschlich schlechten Vorgesetzten kritisch gegenüberstehen, hat niemand ein Motiv für die Tat.
Heidemarie zieht zu ihrer Mutter, einer Apothekerin. Zunehmend verhält sie sich rätselhaft, ist labil und beginnt exzessiv zu trinken. Friedhelm, der sie aufsucht und zurückholen will, wirft sie aus ihrem Zimmer. Wenig später vergiftet ein Mann Heidemaries Schnaps und hinterlegt in ihrem Zimmer zwei Ringe aus dem gestohlenen Familienschmuck. Heidemarie wird rechtzeitig von ihrer Mutter gefunden und ins Krankenhaus gebracht. Jürgen Hübner erhält nun bei den Ermittlungen Hilfe von Leutnant Sabine Berghoff. Beide beginnen darüber nachzudenken, dass der Täter auch aus Heidemaries Bekanntenkreis beim Film stammen oder Heidemarie selbst in die Tat verwickelt sein könnte. Die Untersuchungen ergeben, dass an beiden Tatorten Spuren von Kohlestaub gefunden wurden. Das Filmteam hatte vor einiger Zeit in einem Braunkohlegebiet gedreht. Ein Mitarbeiter Friedhelms berichtet diesem schließlich, dass er vor einiger Zeit dem ehemaligen Mitarbeiter Ingo Reimers drei Ampullen Betäubungsmittel übergeben hatte, die dieser angeblich für Filmtiere brauchte. Reimers wiederum ist flüchtig und auch Heidemarie hat heimlich das Krankenhaus verlassen. Sie will zu ihrer Schwester, die nicht da ist, und übernachtet schließlich bei LKW-Fahrer Möller, der sie vom Krankenhaus mitgenommen hat. Als der Heidemarie auf einem Steckbrief sieht, wirft er sie raus und meldet sich am nächsten Tag bei der Polizei.
Per Taxi lässt sich Heidemarie zum Braunkohlegebiet fahren und gibt dem Taxifahrer einen Brief an ihre Schwester mit, in dem sie die Tat gesteht. Sie hat sich im Braunkohlegebiet mit Reimers verabredet, da sie den gemeinsamen, aus Rache an Friedhelm verübten Einbruch rückgängig machen und alle gestohlenen Sachen zurückgeben will. Reimers war einst von Friedhelm nicht zum Studium empfohlen worden und hatte daher ein Interesse daran, Friedhelm zu schaden. Er denkt nicht daran, die Beute zurückzugeben, sondern will sie nur mit Heidemarie teilen. Die berichtet Reimers, dass ihre Schwester nach Erhalt des Briefes zur Polizei gehen wird. Die Ermittler haben auf dem Umschlag Kohlespuren gefunden und so den Aufenthaltsort von Heidemarie erraten. Gerade als Reimers vom Braunkohlegebiet fliehen will, erscheinen die Ermittler und nehmen ihn fest. Auch Heidemarie wird verhaftet – bei ihr befindet sich auch die Tasche mit den gestohlenen Wertgegenständen, die Reimers zum Treff mitgenommen hatte.

## Produktion
Heidemarie Göbel wurde unter dem Arbeitstitel Rosi G. vom 1. November bis 15. Dezember 1978 unter anderem in Berlin, Mittenwalde und im Braunkohlegebiet bei Magdeborn gedreht. Das Wohnhaus der Göbels fand man in Kleinmachnow. Die Kostüme des Films schuf Doris Wolf, die Filmbauten stammen von Karin Schmidt. Der Film erlebte am 17. Juni 1979 im 1. Programm des Fernsehens der DDR seine Erstsendung. Die Zuschauerbeteiligung lag bei 52,8 Prozent.
Es war die 59. Folge der Filmreihe Polizeiruf 110. Oberleutnant Jürgen Hübner ermittelte in seinem 26. Fall.